# エンヨット・シュナイダー
エンヨット・シュナイダー（Enjott Schneider、1950年5月25日 - ）は、ドイツの作曲家。主に映画やテレビドラマの音楽を製作している。